# Де Оливейра Лима, Пауло Сержио
Па́уло Се́ржио де Оливе́йра Ли́ма (порт.-браз. Paulo Sérgio de Oliveira Lima; 24 июля 1954, Рио-ди-Жанейро, Бразилия) — бразильский футболист и игрок в пляжный футбол, вратарь.

## Клубная карьера
В 1972 году Пауло Сержио подписал свой первый контракт с «Флуминенсе», после чего выступал за этот клуб до 1975 года. В составе «трёхцветных» выиграл Лигу Кариока в 1973 и 1975 годах. В последующие два года играл за клубы ССА Масейо и «Волта-Редонда». Ещё 2 года он провёл в «Американо» Кампус-дус-Гойтаказис, после чего в 1980 году перешёл в «Ботафого». Благодаря своей игре за этот клуб, Сержио вскоре получил первый вызов в сборную.
В 1985 году покинул «Ботафого» и перешёл в «Гояс». Несколько месяцев спустя Сержио стал игроком клуба «Америка» Рио-де-Жанейро, а в 1986 году защищал цвета клуба «Васко да Гама». В следующем году он вернулся в «Америку», где и завершил свою карьеру в 1988 году. В настоящий момент Пауло Сержио живёт в Витории и комментирует по телевидению о соревнованиях по футболу и пляжному футболу.

## Карьера в сборной
15 мая 1981 года Сержио дебютировал в составе сборной Бразилии в матче против Франции (3:1) на стадионе Парк де Пренс в Париже. В 1982 году вошёл в заявку сборной на чемпионат мира в Испании, однако на турнире был дублёром Валдира Переса и не появился на поле ни в одном матче. Его последний матч за сборную состоялся 27 мая 1982 года, со счётом 7:0 была обыграна Ирландия. Всего Сержио провёл 3 матча в составе сборной.
В 1990-х годах защищал ворота сборной Бразилии по пляжному футболу вместе с другими бывшими игроками, такими как Зико и Жуниор. Эти игроки стали одними из тех, кто поспособствовал распространению спорта по всей Бразилии и всему миру. C 1995 по 1998 год становился чемпионом мира по пляжному футболу, на каждом из этих турниров признавался лучшим вратарём.

## Статистика в сборной
| № | Дата            | Соперник | Счёт | Голы | Турнир            |
| 1 | 15 мая 1981     | Франция  | 3:1  | 1    | Товарищеский матч |
| 2 | 28 октября 1981 | Болгария | 3:0  | —    | Товарищеский матч |
| 3 | 27 мая 1982     | Ирландия | 7:0  | —    | Товарищеский матч |

Итого: 3 матча / 1 пропущенный гол; 3 победы.

## Достижения

### Командные
Флуминенсе
- Лига Кариока (2): 1973, 1975

Сборная Бразилии по пляжному футболу
- Чемпионат мира по пляжному футболу (4): 1995, 1996, 1997, 1998

### Личные
- Лучший вратарь чемпионата мира по пляжному футболу (4): 1995, 1996, 1997, 1998